# Godet (merk)
Godet is een Frans motorfietsmerk van Patrick Godet dat sinds 1998 Egli-Vincent-modellen in licentie bouwt.